# Agrypnus uraiensis
Agrypnus uraiensis là một loài bọ cánh cứng trong họ Elateridae. Loài này được Miwa miêu tả khoa học năm 1929.